# Lovesick (Maroon 5)
Lovesick è un singolo del gruppo musicale statunitense Maroon 5, pubblicato il 7 gennaio 2022 come quinto estratto dal settimo album in studio Jordi.